# Hành tinh băng khổng lồ
Một hành tinh băng khổng lồ là một hành tinh khổng lồ bao gồm chủ yếu các nguyên tố nặng hơn hydro và heli, như là oxy, carbon, nitơ, và lưu huỳnh. Có hai hành tinh băng khổng lồ trong hệ Mặt Trời là Sao Thiên Vương và Sao Hải Vương. Chúng chỉ có 20% hydro và heli tổng khối lượng, trái ngược với các hành tinh khí khổng lồ (Sao Mộc và Sao Thổ), vốn có tới 90% hydro và heli tổng khối lượng. Vào thập niên 90, người ta nhận ra rằng Sao Thiên Vương và Sao Hải Vương thuộc một kiểu hành tinh khổng lồ riêng, tách biệt với các hành tinh khổng lồ khác. Chúng được biết đến như là các hành tinh băng khổng lồ vì khi trong quá trình hình thành, thành phần cấu tạo chủ yếu của chúng là băng. Tuy nhiên, lượng chất bay hơi dạng rắn còn lại trong các hành tinh băng khổng lồ là rất thấp.

## Thuật ngữ
1952, nhà văn khoa học viễn tưởng James Blish đã tạo ra thuật ngữ "hành tinh khí khổng lồ" (gas giant)  và nó đã được dùng để gọi các hành tinh phi đất đá khổng lồ trong hệ Mặt Trời. Tuy nhiên, vào thập niên 90, thành phần của Sao Thiên Vương và Sao Hải Vương đã được phát hiện là có khác biệt lớn so với thành phần của Sao Mộc và Sao Thổ. Chúng chủ yếu được cấu tạo từ các nguyên tố nặng hơn hydro và heli, tạo nên một kiểu hành tinh khổng lồ tách biệt hoàn toàn. Vì trong quá trình hình thành, Sao Thiên Vương và Sao Hải Vương được hợp thành từ băng hoặc là khí mắc kẹt trong băng, thuật ngữ "hành tinh băng khổng lồ" (ice giants) đã được sử dụng.
Ngày nay, rất ít nước trên Sao Thiên Vương và Sao Hải Vương còn ở dạng băng. Thay vào đó, H2O chủ yếu tồn tại dưới dạng chất lưu siêu tới hạn ở áp suất và nhiệt độ của chúng.